# Sirpa Lane
Pour les articles homonymes, voir Lane.
Sirpa Lane est une actrice et mannequin finlandaise, née le 30 novembre 1952 à Turku et morte le 1er janvier 1999 à Formentera (Espagne).
Elle est également connue sous les noms de Sirpa Salo, Shirpa Lane ou Syrpa Lane.

## Biographie

### Carrière
Sirpa Lane travaille d'abord comme top-model dans les années 1970. Elle pose pour divers photographes, dont David Hamilton. Au cinéma, elle est lancée par Roger Vadim, qui lui fait tenir en 1974 le rôle principal du film La Jeune Fille assassinée. Elle joue ensuite dans La Bête, de Walerian Borowczyk, où elle interprète une longue scène érotique avec un monstre. Le film fait quelque bruit à l'époque, mais la carrière de Sirpa Lane est, par la suite, confinée aux films érotiques ou de série B. 

### Mort
Elle cesse de tourner au début des années 1980 et meurt du sida en 1999.

## Filmographie
- 1974 : La Jeune Fille assassinée de Roger Vadim : Charlotte Marley
- 1974 : Fluff de Robert Paget
- 1975 : La Bête de Walerian Borowczyk : Romilda de l'Esperance
- 1977 : Fräulein SS (La svastica nel ventre) de Mario Caiano : Hannah Meyer
- 1978 : Malabestia de Leonida Leoncini : Ursula Drupp
- 1978 : Et mourir de plaisir (Papaya dei Caraibi) de Joe D'Amato : Sara
- 1980 : La bestia nello spazio d'Alfonso Brescia : Lt. Sondra Richardson
- 1980 : Trois Filles dans le vent de Jean-Marie Pallardy
- 1982 : Le notti segrete di Lucrezia Borgia (it) de Roberto Bianchi Montero : Lucrèce Borgia
- 1983 : Giochi carnali (it) d'Andrea Bianchi : Daniara